# Enfield (Illinois)
Enfield és una població dels Estats Units a l'estat d'Illinois. Segons el cens del 2000 tenia 625 habitants.

## Demografia
Segons el cens del 2000, Enfield tenia 625 habitants, 262 habitatges, i 157 famílies. La densitat de població era de 208 habitants/km².
Dels 262 habitatges en un 26,3% hi vivien nens de menys de 18 anys, en un 49,6% hi vivien parelles casades, en un 9,2% dones solteres, i en un 39,7% no eren unitats familiars. En el 34,7% dels habitatges hi vivien persones soles el 20,6% de les quals corresponia a persones de 65 anys o més que vivien soles. El nombre mitjà de persones vivint en cada habitatge era de 2,17 i el nombre mitjà de persones que vivien en cada família era de 2,79.
Per edats la població es repartia de la següent manera: un 19,8% tenia menys de 18 anys, un 7,4% entre 18 i 24, un 22,2% entre 25 i 44, un 25,3% de 45 a 60 i un 25,3% 65 anys o més.
L'edat mediana era de 46 anys. Per cada 100 dones de 18 o més anys hi havia 75,2 homes.
La renda mediana per habitatge era de 23.750 $ i la renda mediana per família de 34.125 $. Els homes tenien una renda mediana de 31.042 $ mentre que les dones 17.500 $. La renda per capita de la població era de 13.455 $. Aproximadament el 17,4% de les famílies i el 24,7% de la població estaven per davall del llindar de pobresa.

## Poblacions més properes
El següent diagrama mostra les poblacions més properes.